# Космаковка
Космаковка — деревня в Ливенском районе Орловской области России.
Входит в состав Речицкого сельского поселения.

## География
Расположена на левом берегу реки Сосна, южнее административного центра поселения — села Речица. Населённые пункты разделены ручьём Речица, впадающим в Сосну.
В деревне имеется одна улица — Речная.

## Население
| 2010 |
| ---- |
| 1    |

## ссылки
- Космаковка (деревня)